# Gravtjärnen (Leksands socken, Dalarna)
Gravtjärnen är en sjö i Leksands kommun i Dalarna och ingår i Dalälvens huvudavrinningsområde.